# Everybody's Talking About Jamie
Everybody's Talking About Jamie est une comédie musicale de Dan Gillespie Sells et Tom MacRae créée en 2017 à Sheffield

## Synopsis
Jamie New, un adolescent de 16 ans est victime de harcèlement quand il révèle vouloir devenir drag queen.

## Distributions

### Distributions anglophones
| Personnage(s)                  | Sheffield (2017)   | West End (2017)                | Tournée britannique (2021)  |
| ------------------------------ | ------------------ | ------------------------------ | --------------------------- |
| Jamie New                      | John McCrea        | John McCrea                    | Layton Williams             |
| Margaret New                   | Josie Walker       | Josie Walker                   | Amy Ellen Richardson        |
| Pritti Pasha                   | Lucie Shorthouse   | Lucie Shorthouse               | Sharan Phull                |
| Leigh / Ray†                   | Mina Anwar         | Mina Anwar                     | Shobna Gulati               |
| Hugo Battersby / Loco Chanelle | Charles Dale       | Phil Nichol                    | Shane Richie et Roy Haylock |
| Miss Hedge                     | Tamsin Carroll     | Tamsin Carroll                 | Lara Denning                |
| Dean Paxton                    | Luke Baker         | Luke Baker                     | George Sampson              |
| Becca                          | Gabrielle Brooks   | Lauran Rae                     | Talia Palamathanan          |
| Bex                            | Harriet Payne      | Harriet Payne                  | Jessica Meegan              |
| Fatimah                        | Courtney Bowman    | Courtney Bowman                | Jodie Knight                |
| Vicki                          | Kirstie Skivington | Kirstie Skivington             | Kazmin Borrer               |
| Mickey                         | Barney Hudson      | Ryan Hughes                    | Ellis Brownhill             |
| Sayid                          | Kush Khanna        | Jordan Cunningham              | Adam Taylor                 |
| Cy                             | Shiv Rabheru       | Shiv Rabheru                   | Richard Appiah-Sarpong      |
| Levi                           | Daniel Davids      | Daniel Davids                  | Simeon Beckett              |
| Sandra Bollock                 | Raj Ghatak         | Daniel Jacob / Vinegar Strokes | Cameron Johnson             |
| Tray Sophisticay               | James Gillan       | James Gillan                   | Rhys Taylor                 |
| Laika Virgin                   | Spencer Stafford   | Alex Anstey / Vileda Moppe     | John Paul McCue/Mary Mac    |
| Wayne New                      | Spencer Stafford   | Ken Christiansen               | Cameron Johnson             |

†Le personnage de Leigh dans la production de Sheffield a été renommé Ray au moment du transfert de la comédie musicale à West End

### Distributions internationales
| Personnage(s)                  | Mexique (2023)                    | Japon (2025)                   |
| ------------------------------ | --------------------------------- | ------------------------------ |
| Jamie New                      | Nelson Carreras / Joaquín Bondoni | Hiroki Miura / Fu Takahashi    |
| Margaret New                   | Flor Benítez / María Filippini    | Kei Aran                       |
| Pritti Pasha                   | Vanessa Bravo                     | Momo / Harumi                  |
| Leigh / Ray                    | Luz Aldán                         | Tomohisa Hosaka                |
| Hugo Battersby / Loco Chanelle | Alberto Lomnitz / Rogelio Suárez  | Zen Ishikawa                   |
| Miss Hedge                     | Tanya Valenzuela                  | Emi Kuriyama / Kanade Ueda     |
| Dean Paxton                    | Diego Meléndez                    | Yūki Kamisato / Sion Yoshitaka |
| Becca                          | Desiree Pérez                     | Motoe Natsumi                  |
| Bex                            | Ana Sofía Cordero                 | Naru Komukai                   |
| Fatimah                        | Fernanda Terán                    | Sawada Maria                   |
| Vicki                          | Daniela Rodríguez                 | Riko                           |
| Mickey                         | Diego López                       | Kazuki Toma                    |
| Sayid                          | Bobby Mendoza                     | Masamichi Satonaka             |
| Cy                             | Karlo Rodríguez                   | Naru Komukai                   |
| Levi                           | Kevin Hernández                   | MAOTO                          |
| Sandra Bollock                 | Regina Voce                       | Yūji Kishi                     |
| Wayne New                      | Efraín Berry                      | Yūji Kishi                     |
| Tray Sophisticay               | Leexa Fox                         | Daisuke Watanabe               |
| Laika Virgin                   | Liza Zan Zuzzi                    | Yohei Izumi                    |

## Récompenses et nominations
- Laurence Olivier Awards 2018[5]
  - Nommé pour le Laurence Olivier Award de la meilleure nouvelle comédie musicale
  - Nommé pour le Laurence Olivier Award du meilleur acteur dans une comédie musicale pour John McCrea
  - Nommé pour le Laurence Olivier Award de la meilleure actrice dans une comédie musicale pour Josie Walker
  - Nommé pour le Laurence Olivier Award du meilleur chorégraphe de théâtre pour Kate Prince
  - Nommé pour le Laurence Olivier Award de la meilleure musique